# Austin Wiley
Austin Jermaine Wiley, né le 8 janvier 1999 à Birmingham, Alabama, est un joueur professionnel américain de basket-ball évoluant au poste de pivot.
Il est le fils de Vickie Orr, ancienne joueuse de basket-ball, médaillée d'or au Championnat du monde féminin 1990 et médaillée de bronze aux Jeux olympiques d'été de 1992.

## Carrière

### Carrière junior
Wiley a fréquenté l’Spain Park High School à Hoover, en Alabama, où il a obtenu en moyenne 27,1 points, 12,7 rebonds et 2,9 contres en 2015-2016, avant de déménager en Floride, où il est allé à l’école préparatoire de Calusa à Miami, tout en jouant au basket-ball à la Conrad Academy à Orlando. Il a signé une lettre d’intention nationale avec l'université d'Auburn le 9 novembre 2016, suivant les traces de ses parents qui sont tous deux des anciens élèves d’Auburn. Le 16 décembre 2016, il a décidé de se reclasser dans la classe de 2016 et de s’inscrire plus tôt à Auburn.
En universitaire, il joue pour les Tigers d'Auburn.
Austin Wiley a fait ses débuts avec les Tigers le 18 décembre 2016, cumulant neuf points, trois rebonds et deux contres lors d'une victoire 76 à 74 contre les Bears de Mercer. Il a terminé sa première année avec une moyenne de 8,8 points, 4,7 rebonds et 1,4 contre en 18 minutes par match.
Avant le match de préparation d’Auburn le 2 novembre 2017, l’université a annoncé qu’elle empêcherait Wiley et son coéquipier Danjel Purifoy de jouer indéfiniment en raison des problèmes d’admissibilité soulevés par l’enquête en cours du FBI sur le scandale de corruption de Chuck Person. Le 12 janvier 2018, la NCAA a décidé que Wiley serait de nouveau admissible à la saison 2018-2019, le jugeant inadmissible pour le reste de la saison 2017-2018. Il a été l’un des 69 joueurs à participer au Draft Combine 2018 de la NBA, bien qu’il revienne à Auburn pour jouer correctement pour eux pendant au moins sa saison junior.
En tant que junior, il a obtenu en moyenne 6,9 points, 4,0 rebonds et 1,3 contre par match. Il a été gêné par des blessures et a subi une intervention chirurgicale après la saison. Cependant, il fait partie de la toute première équipe Final Four d’Auburn.
À l’approche de sa saison senior, Wiley a été sélectionné par les entraîneurs comme pré-saison econ Team All-SEC et était sur la liste de surveillance des prix Kareem Abdul-Jabbar. Le 12 février 2020, Wiley a marqué 18 points, obtenu 17 rebonds, un record en carrière, et contré cinq tirs lors d'une victoire de 95 à 91 en prolongation contre les Crimson Tide de l'Alabama. En tant que joueur senior, Wiley a récolté en moyenne 10,6 points et 9,3 rebonds par match, deuxième de la conférence en rebond.

### Carrière professionnelle
Austin Wiley n'a pas été sélectionné lors de la Draft 2020 de la NBA.
Le 2 janvier 2021, il a signé avec MHP Riesen Ludwigsbourg de la Bundesliga de basket-ball (BBL). Il a participé qu'à un seul match de championnat pour Ludwigsburg face au Ratiopharm Ulm, durant lequel, il n'a inscrit aucun point.
Le 20 janvier 2021, il reste en Allemagne mais rejoint la deuxième division et l'équipe des Gladiators Trèves. En six matchs de championnat de la fin de la saison 2020-2021, il obtient un bilan statistique moyen par match de 14,7 points, 8,8 rebonds et 1,8 contres.
Il dispute la saison 2021-2022 avec les Gladiators Trèves où il joue 24 matchs pour des moyennes par match de 13,8 points, 11,1 rebonds et 2 contres. A l'issue de sa seconde saison, il est nommé All-German 2.Bundesliga Pro A Center of the Year (meilleur rebondeur de la saison de deuxième division allemande), il est nommé dans la All-Defensive Team et All-Imports Team.
Pour la saison 2022-2023, il s'engage dans le championnat lituanien avec le club du Klaipėdos Neptūnas. Il dispute 23 matchs avec des moyennes par match de 10,9 points, 8,9 rebonds et 2,1 contres. A l'issue de la saison, il est nommé dans la Lithuanian LKL All-Imports Team et dans la All-Lithuanian LKL Second Team.
En juillet 2023, il s'engage dans le championnat turc avec le Tofaş Bursa. Il dispute 24 matchs de championnat avec un record le 3 décembre 2023 avec 30 points et 11 rebonds face à Bursaspor Basketbol. Dans la saison, il a réalisé 14 double-double pour une moyenne de 14,1 points à 68% de réussite au tir, 9,6 rebonds et 2 contres, lui permettant d'être élu MVP de la saison.
Début juillet 2024, il s'engage pour trois saisons dans le championnat israélien avec l'Hapoël Jérusalem.

### En équipe nationale
Austin Wiley remporte, avec l'équipe des États-Unis des moins de 17 ans, la médaille d'or lors du championnat du monde des moins de 17 ans 2016 en Espagne et, avec l'équipe des États-Unis des moins de 19 ans, la médaille de bronze lors du Championnat du monde des moins de 19 ans 2017 en Egypte.

## Statistiques
Les statistiques par match d'Austin Wiley en universitaire sont les suivantes:
| Gras/Meilleures performances |

| Saison    | Équipe          | Matchs                                                          | Titul.                                                          | Min./m                                                          | % Tir                                                           | % 3pts                                                          | % LF                                                            | Rbds/m.                                                         | Pass/m.                                                         | Int/m.                                                          | Ctr/m.                                                          | Pts/m.                                                          |
| --------- | --------------- | --------------------------------------------------------------- | --------------------------------------------------------------- | --------------------------------------------------------------- | --------------------------------------------------------------- | --------------------------------------------------------------- | --------------------------------------------------------------- | --------------------------------------------------------------- | --------------------------------------------------------------- | --------------------------------------------------------------- | --------------------------------------------------------------- | --------------------------------------------------------------- |
| 2016-2017 | Tigers d'Auburn | 23                                                              | 22                                                              | 18,0                                                            | 58,4                                                            | –                                                               | 49,1                                                            | 4,7                                                             | 0,2                                                             | 0,2                                                             | 1,3                                                             | 8,8                                                             |
| 2017-2018 | Tigers d'Auburn | Inéligible pour la saison 2017-2018 de la Division I de la NCAA | Inéligible pour la saison 2017-2018 de la Division I de la NCAA | Inéligible pour la saison 2017-2018 de la Division I de la NCAA | Inéligible pour la saison 2017-2018 de la Division I de la NCAA | Inéligible pour la saison 2017-2018 de la Division I de la NCAA | Inéligible pour la saison 2017-2018 de la Division I de la NCAA | Inéligible pour la saison 2017-2018 de la Division I de la NCAA | Inéligible pour la saison 2017-2018 de la Division I de la NCAA | Inéligible pour la saison 2017-2018 de la Division I de la NCAA | Inéligible pour la saison 2017-2018 de la Division I de la NCAA | Inéligible pour la saison 2017-2018 de la Division I de la NCAA |
| 2018-2019 | Tigers d'Auburn | 29                                                              | 5                                                               | 13,0                                                            | 56,7                                                            | 0                                                               | 57,1                                                            | 4,0                                                             | 0,1                                                             | 0,2                                                             | 1,3                                                             | 6,9                                                             |
| 2020-2021 | Tigers d'Auburn | 31                                                              | 31                                                              | 21,4                                                            | 57,4                                                            | 0                                                               | 67,1                                                            | 9,3                                                             | 0,5                                                             | 0,5                                                             | 1,6                                                             | 10,6                                                            |
| Total     | Total           | 83                                                              | 58                                                              | 17,5                                                            | 57,5                                                            | 0                                                               | 59,2                                                            | 6,2                                                             | 0,3                                                             | 0,3                                                             | 1,4                                                             |                                                                 |

## Palmarès et Distinctions

### Palmarès
- 2016 : Médaille d'or au championnat du monde des moins de 17 ans
- 2017 : Médaille de bronze au championnat du monde des moins de 19 ans

### Distinctions personnelles
Avec les Gladiators Trêves 
- All-German 2.Bundesliga Pro A Center of the Year (2022)
- All-Defensive Team (2022)
- All-Imports Team (2022)

Avec le Klaipėdos Neptūnas 
- Lithuanian LKL All-Imports Team (2023)
- All-Lithuanian LKL Second Team (2023)

Avec le Tofaş Bursa 
- Meilleur joueur de la saison 2023-2024